# Krzyżowa Dolina
Krzyżowa Dolina (deutsch Kreuzthal) ist eine Ortschaft in Oberschlesien. Kreuzthal liegt in der Stadt-und-Land-Gemeinde Malapane  (Ozimek) im Kreis Oppeln (Powiat Opolski) im Verwaltungsbezirk Oppeln.

## Geographie

### Geographische Lage
Kreuzthal liegt drei Kilometer südlich vom Gemeindesitz Malapane (Ozimek) und 21 Kilometer östlich von der Kreisstadt und Verwaltungsbezirk Oppeln (Opole). Das Dorf liegt innerhalb von weitläufigen Waldgebieten.

### Nachbarorte
Nachbarorte von Krzyżowa Dolina sind im Norden Ozimek (Malapane), im Nordosten Krasiejów (Krascheow), im Osten Carmerau (Spórok) und im Süden Kroschnitz (Krośnica) und Boritsch (Borycz).

## Geschichte

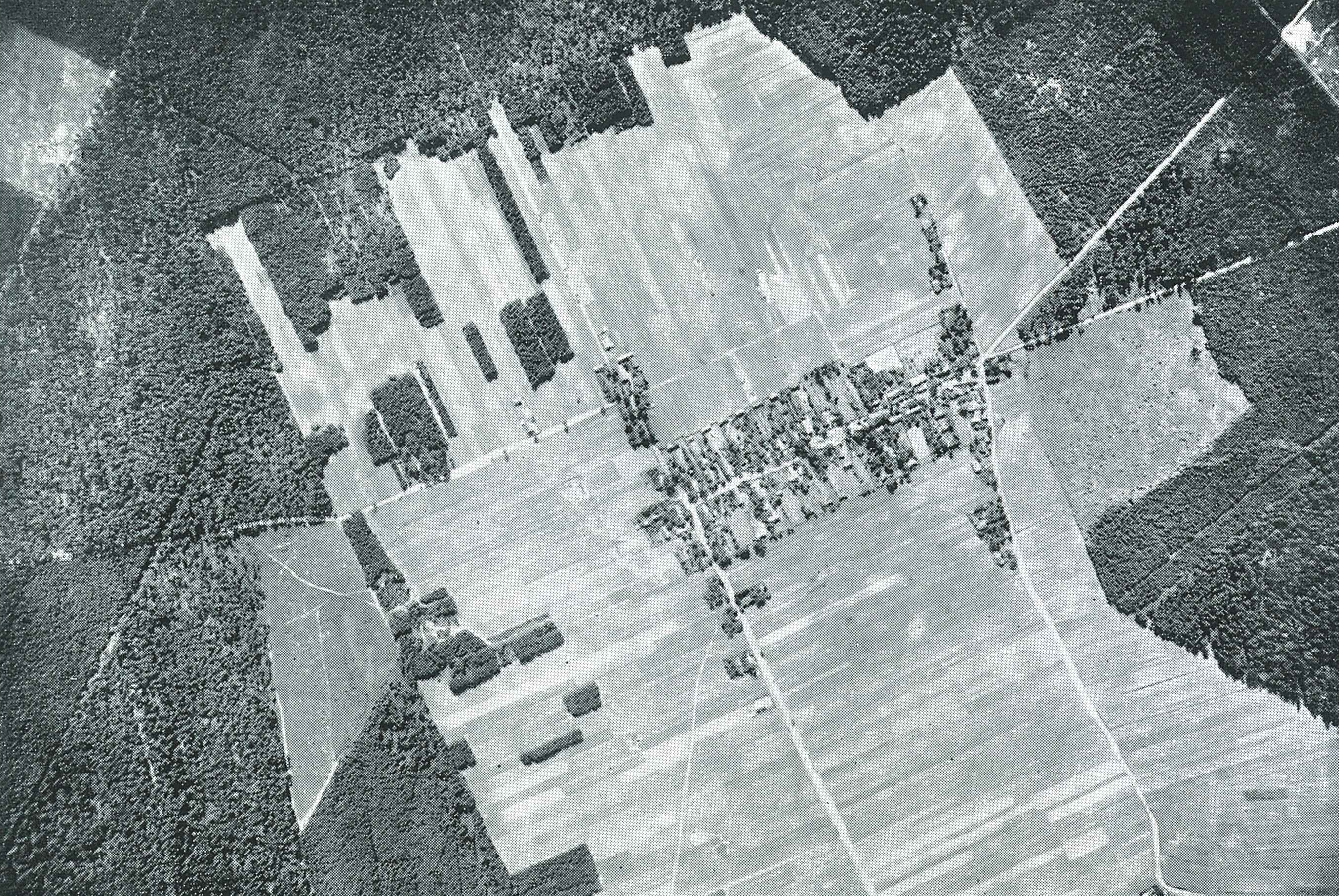
Luftbild aus den 1920er Jahren der Kolonie Kreuzthal

Kreuzthal wurde 1771 als königliche Kolonie gegründet und besaß 20 Kolonistenstellen. Benannt wurde die Kolonie nach Ehrenreich Bogislaus von Creutz (ca. 1670–1733), der preußischer Staatsminister und Kabinettssekretär unter König Friedrich Wilhelm I. war. Dementsprechend wurde der Ortsname anfangs Creutzthal geschrieben. Bei den ersten Kolonistenhäusern handelte es sich um Holzhütten. Da die Kolonie mitten im Wald gegründet wurde, mussten die Kolonisten zunächst Bäume roden um Land zu schaffen. Die Kolonisten stammten aus den Nachbardörfern Schodnia und Krascheow. Jede Kolonistenstelle erhielt 18 Morgen Acker und sechs Morgen Wiese. 1783 erhielten die Kolonisten weitere sechs Morgen Land und 1823 8,5 Morgen Land.
Nach der Neuorganisation der Provinz Schlesien gehörte die Landgemeinde Kreuzthal ab 1816 zum Landkreis Oppeln im Regierungsbezirk Oppeln. 1819 wurde eine Schule im Ort eingerichtet. 1845 bestanden im Dorf eine katholische Schule und 49 weitere Häuser. Im gleichen Jahr lebten in Kreuzthal 379 Menschen, davon neun evangelisch. 1865 hatte der Ort 14 ganze und zwölf halbe Koloniestellen, 21 Ackerhäuslerstellen, 13 Angerhäuslerstellen, 24 Einlieger und 25 Auszügler. Zu diesem Zeitpunkt zählte die katholische Schule 85 Schüler. 1874 wurde der Amtsbezirk Krascheow gegründet, welcher aus den Landgemeinden Antonia, Carmerau, Creutzthal, Hüttendorf, Krascheow und Schodnia und dem Gutsbezirk Krascheow, Oberförsterei und dem Hüttenwerk Malapane bestand.
Bei der Volksabstimmung in Oberschlesien am 20. März 1921 stimmten 59 Wahlberechtigte für einen Verbleib bei Deutschland und 228 für die Zugehörigkeit zu Polen. Kreuzthal verblieb beim Deutschen Reich. 1933 lebten im Ort 568 Einwohner. 1939 hatte der Ort 620 Einwohner. Bis 1945 befand sich der Ort im Landkreis Oppeln.
1945 kam der bisher deutsche Ort unter polnische Verwaltung und wurde der Woiwodschaft Schlesien angeschlossen und in Krzyżowa Dolina umbenannt. 1950 kam der Ort zur Woiwodschaft Oppeln und seit 1999 gehört er zum wiedergegründeten Powiat Opolski. 1998 wurde die Schule geschlossen. Am 31. Dezember 2005 hatte der Ort 776 Einwohner. 2001 wurden im ehemaligen Schulgebäude eine Kapelle und ein Treffpunkt eingerichtet. Die Kapelle wurde dem heiligen Liborius geweiht. Von 2004 bis 2006 wurde ein Glockenturm für die Kapelle erbaut, in dem drei Glocken aufgehängt wurden. Sie wurden 2006 dem heiligen Josef, der heiligen Maria und dem heiligen Liborius geweiht. Bei einer Bürgerbefragung in der Gemeinde Ozimek stimmten die Bewohner des Ortes 2011 für eine Einführung des deutschen Ortsnamens. Der Gemeinderat lehnte dies 2013 jedoch ab.

## Sehenswürdigkeiten und Denkmale
- Dorfkapelle mit Glockenturm – 2004 bis 2006 erbaut
- Marienkapelle
- Wegkapelle mit Glockenturm
- Wegkreuze

## Vereine
- Deutscher Freundschaftskreis[7]
- Sportverein LZS Viktoria Krzyżowa Dolina
- Freiwillige Feuerwehr OSP Krzyżowa Dolina
- Dorferneuerungsgruppe

## Persönlichkeiten
- Helmut Golletz (* 1958) – Ehrenbürger der Gemeinde Ozimek; Pfarrer in Bredenborn und Kollerbeck in Deutschland.